# Fiat Mobi

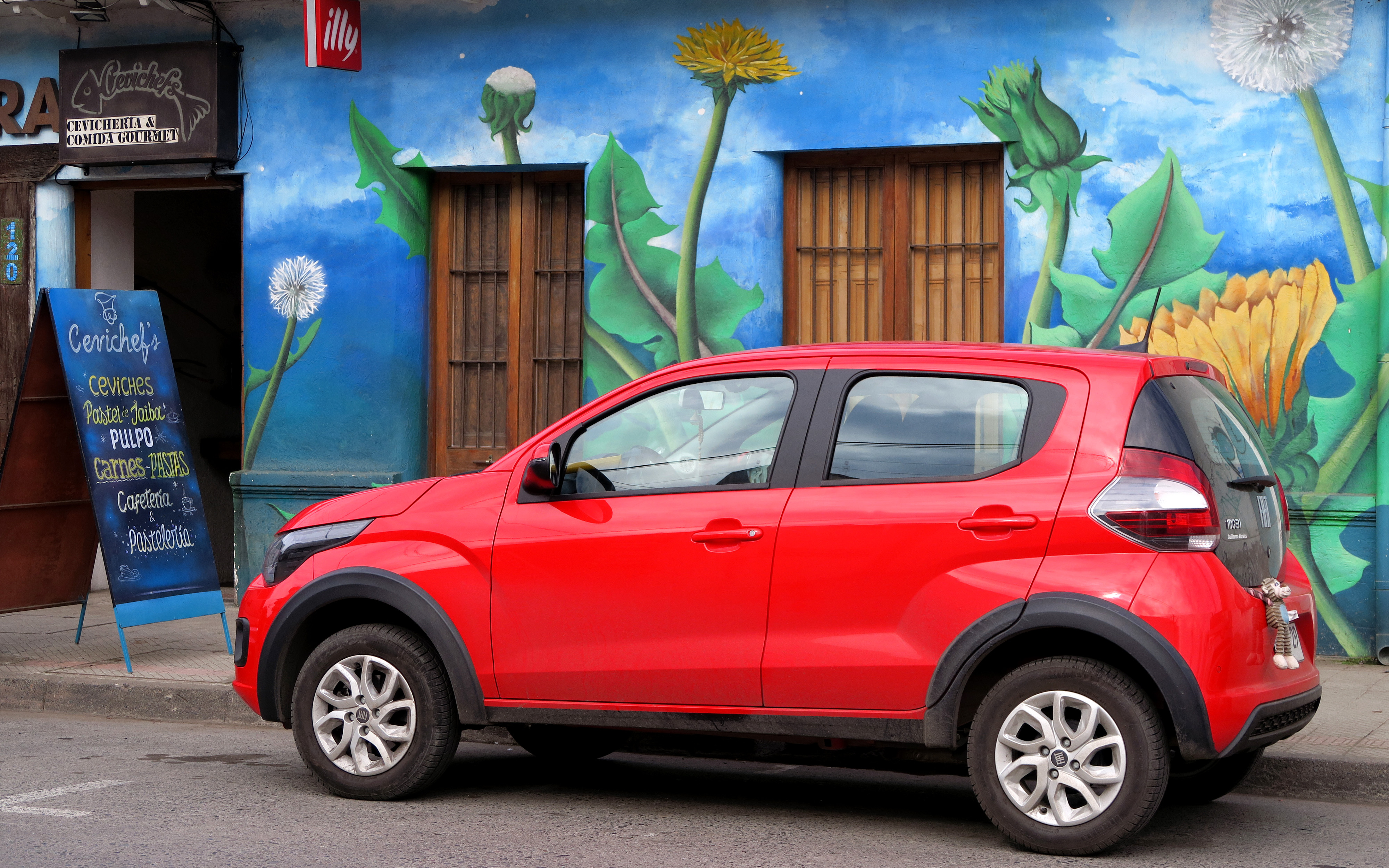
Traseira do Fiat Mobi

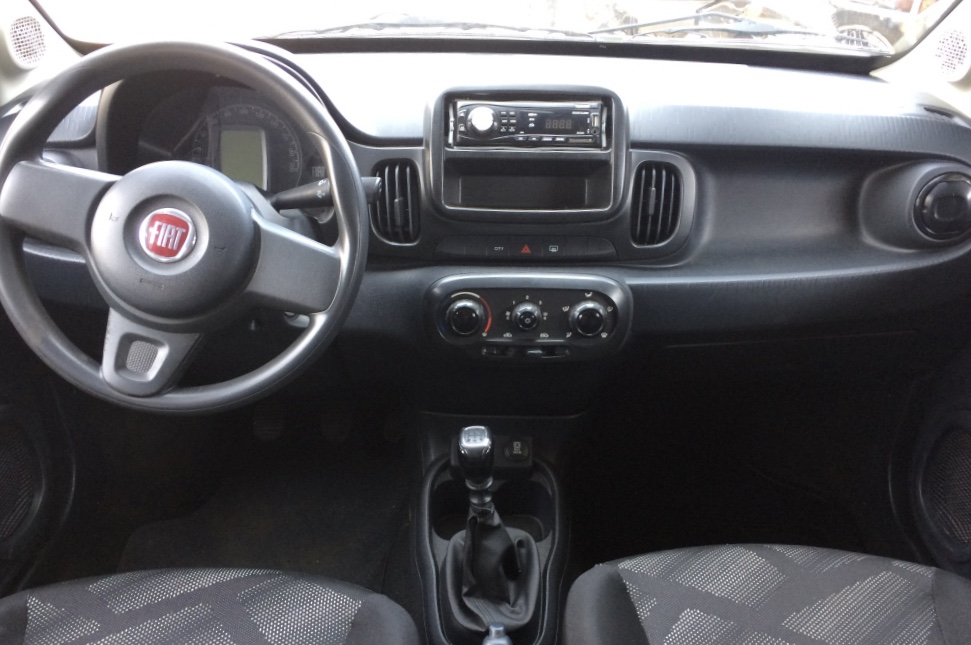
Interior do Fiat Mobi

O Mobi é um veiculo de carroceria hatch do segmento subcompacto produzido pela Fiat em Betim, Minas Gerais, Brasil. Ele foi lançado no dia 13 de abril de 2016. O Mobi é um projeto brasileiro que divide plataforma com o Fiat Uno de segunda geração, além do motor e transmissão. Ele foi criado para ser concorrente direto do Volkswagen Up!, com dimensões e características parecidas, incluindo à tampa traseira de vidro existente no Up! europeu desde 2011.

## História
Em meados de 2014 começaram os rumores sobre um suposto subcompacto, que atendia pelo nome de "projeto 341" ou "x1h", que seria lançado pela Fiat no inicio de 2016. Ele viria para competir com o Volkswagen Up! e substituir a versão básica do Fiat Uno, denominada Vivace. O x1h seria derivado do Uno, compartilharia plataforma, motor, e transmissão.
O nome "Mobi" surgiu de um estudo da Fiat sobre cidades e o desejo de unir o urbano e o funcional em um veículo prático e fácil de dirigir. O nome é relacionado a esta vocação, lembrando a palavra mobilidade.
Em 13 de abril de 2016 foi lançado o Fiat Mobi (como modelo 2017), que confirmava todos os rumores a seu respeito. Ele era equipado com um motor 1.0L FIRE 8v, que rendia 75 cv (55 kW) e 73 cv (54 kW) de potência à 6250 rpm quando abastecido com etanol e gasolina, respectivamente, e 9,9 kgf-m (97 Nm) e 9,5 kgf-m (93 Nm) de torque à 3850 rpm quando abastecido com etanol e gasolina, respectivamente. Para transferir essa potência para as rodas o veiculo era equipado inicialmente com uma transmissão manual de cinco velocidades.
Inicialmente, o Mobi contava com seis níveis de acabamento: Easy, Easy On, Way, Way On, Like, Like On. A versão Easy contava com retrovisores com comando interno, banco traseiro bipartido, para-choque na cor da carroceria, rodas de 13 polegadas com calotas, espelho de cortesia, como itens de série e ar quente e o pacote Functional (com vidros dianteiros e travas elétricas, limpador e desembaçador do vidro traseiro e predisposição do rádio) como opcionais. A Easy On continha tudo que a Easy tinha e acrescentava ar-condicionado, direção hidráulica, regulagem de altura do volante e rodas aro 14 no lugar das aro 13, e não contava com opcionais. A versão Like continha tudo que a Easy On tinha mais vidros e travas elétricas, predisposição de rádio, computador de bordo, chave telecomando, limpador e desembaçador traseiro, cintos de segurança dianteiros com altura ajustável, maçanetas e retrovisores na cor da carroceria, grade dianteira pintada em preto brilhante, abertura interna para tampa do porta-malas, revestimento do porta-malas e caixa para bagagem com volume de 14 litros. Era opcional: sistema de som, rádio e o Fiat Live On (o sistema multimídia proprietário da Fiat), todos acompanhados de alarme e comandos no volante. A Like on acrescentava rodas de liga leve de 14 polegadas, faróis de neblina, regulagem de altura do banco do motorista, retrovisores elétricos com a função “tilt down” (que abaixam sozinhos ao engatar a marcha ré), repetidores de seta, sensor de estacionamento, tecidos com estampas diferenciadas nos bancos, alarme e rádio com comandos no volante. Não havia opcionais nessa versão. A versão Way tinha um visual “aventureiro” e trazia todos os itens da Like. Inclui barras longitudinais de teto, para-choques com estética mais robusta e molduras plasticas nas caixas das rodas, além da suspensões mais elevadas. Nessa versão eram opcionais: sistemas de som, rádio e a central multimídia Live On, ambos acompanhados de alarme e comandos no volante. A Way On tinha o mesmo conteúdo da Like On e o visual da Way, com a adição de rodas de liga leve aro 14 com desenho próprio e o console de teto com porta-objetos e espelho adicional.
No final de 2016 a Fiat renovou sua linha de motores 1.0L no Brasil, o Mobi recebeu um motor 1.0L Firefly 6v todo em alumínio. Esse motor rendia 77 cv (57 kW) e 72 cv (53 kW) de potência à 6250 rpm, quando abastecido com etanol e gasolina, respectivamente. E 10,9 kgf-m (110 Nm) e 10,4 kgf-m (100 Nm) de torque à 3250 rpm quando abastecido com etanol e gasolina, respectivamente. Além da transmissão manual de 5 velocidades, o mobi recebeu uma transmissão automatizada de 5 velocidades, porém esse câmbio é exclusiva da versão Drive. Em 2020, o Mobi perdeu a motorização 1.0 FireFly Flex, ficando apenas com o antigo 1.0 EVO Flex. Segundo a montadora, a ideia é evitar que as vendas do Mobi, não atrapalhem as vendas do Fiat Uno, mas isso não compensou o downgrade. Ainda em 2020, o câmbio automatizado GSR foi retirado de toda a linha, ficando somente o velho câmbio manual de 5 velocidades.

Já em 2023 está disponível em dois modelos, Like (de entrada) e Trekking. Além de ter seu custo seduzido em cerca de 10 mil reais.

## Versões

### Easy
A versão Easy contava com retrovisores com comando interno, banco traseiro bipartido, para-choque na cor da carroceria, rodas de 13 polegadas com calotas, espelho de cortesia, como itens de série e ar quente e o pacote Functional (com vidros dianteiros e travas elétricas, limpador e desembaçador do vidro traseiro e predisposição do rádio) como opcionais.

### Easy On
A Easy On continha tudo que a Easy tinha e acrescentava ar-condicionado, direção hidráulica, regulagem de altura do volante e rodas aro 14 no lugar das aro 13, e não contava com opcionais.

### Like
A versão Like tem predisposição de rádio, computador de bordo, chave desmodrômica , cintos de segurança dianteiros não ajustáveis, maçanetas e retrovisores na cor da preta, grade dianteira pintada em preto brilhante, abertura externa para tampa do porta-malas, revestimento do porta-malas e caixa para bagagem com volume de 14 litros. Era opcional: sistema de som, rádio, farol de neblina, limpador e desembaçador traseiro e o Fiat Live On (o sistema multimídia proprietário da Fiat).

### Drive
A Drive acrescentava rodas de liga leve de 14 polegadas, faróis de neblina, regulagem de altura do banco do motorista, retrovisores elétricos com a função “tilt down” (que abaixam sozinhos ao engatar a marcha ré), repetidores de seta, sensor de estacionamento, tecidos com estampas diferenciadas nos bancos, alarme e rádio com comandos no volante. Não havia opcionais nessa versão.

### Way
A versão Way tinha um visual “aventureiro” e trazia todos os itens da Like. Inclui barras longitudinais de teto, para-choques com estética mais robusta e molduras plásticas nas caixas das rodas, além da suspensões mais elevadas. Nessa versão eram opcionais: sistemas de som, rádio e a central multimídia Live On, ambos acompanhados de alarme e comandos no volante.

### Way On
A Way On tinha o mesmo conteúdo da Like On e o visual da Way, com a adição de rodas de liga leve aro 14 com desenho próprio e o console de teto com porta-objetos e espelho adicional.

### Trekking
Em 2020, foi lançada a versão Trekking do Mobi. Possui alguns diferenciais, como para-choque dianteiro redesenhado com a nova marca, bandeira italiana à direita, nova moldura nas caixas de rodas e pintura lateral inferior. Por dentro, a marca destaca a presença do novo logotipo no centro do volante e na chave, além da presença da Fiat Flag (bandeira italiana) no revestimento do câmbio. Outra novidade diz respeito à altura livre do solo, agora em 190 mm (contra 156 mm das demais versões).